# Peter Freund
Peter George Oliver (P.G.O.) Freund, (Timişoara, Rumania, 7 de septiembre de 1936 - Chicago, Estados Unidos, 6 de marzo de 2018) fue un físico teórico y profesor universitario rumano nacionalizado estadounidense y austriaco. Realizó importantes colaboraciones en física de partículas y teoría de supercuerdas, una versión de la teoría de cuerdas.

## Biografía
Freund empezó sus estudios en su ciudad natal, Timişoara, obteniendo su diplomatura en ciencias en el año 1958, después de ser arrestado, en 1956, por la Securitate en una manifestación antisoviética, en la cual estuvo a punto de ser fusilado.
Peter Freud consiguió salir de Rumanía en 1959, y continuó sus estudios en la Universidad de Viena, dónde obtuvo el Doctorado un año después, habiendo sido su director de tesis el físico austriaco Walter Thirring. Después de la obtención del título Freund trabajó como asistente de Thirring, y después para la Universidad de Ginebra, aunque por poco tiempo, ya que en 1963 se instaló en Chicago pasando a ser, en 1965, profesor adjunto de la Universidad de Chicago. Más tarde ejerció la docencia en el Instituto Enrico Fermi de Chicago, donde fue profesor emérito de la Universidad.
Miembro de la Sociedad Americana de Física, fue nombrado doctor honoris causa por la Universidad de Timişoara, y trabajó en algunas ocasiones (sobre todo en 1964) en el célebre Instituto de Estudios Avanzados de Princeton.
Peter G.O. Freud residió en Chicago con su mujer, una psicóloga clínica con la que se casó en 1963, y con la que tuvo dos hijas, ambas casadas (Pauline y Caroline) las cuales les dieron cinco nietos (Rebekkah, Raphael y Charlotte de la primera y Andrei y Marko de la segunda).

## Contribuciones a la física
Freund fue uno de los creadores del modelo dual que dio impulso a lo que terminaría siendo la teoría de cuerdas. Estudió las teorías de Kaluza-Klein y las aplicó a la cosmología, trabajando en soluciones para la supergravedad así como en hipótesis sobre la estructura matemática de la teoría. También clasificó, junto al matemático Irving Kaplansky, supersimetrías simples, encontrando conexiones de tales supersimetrías en los espacios de curvatura negativa como el espacio de anti de Sitter. En 1985 descubrió una conexión entre las cuerdas bosónicas que solo existen en 26 dimensiones y las supercuerdas, existentes en 10 dimensiones, que permitió la formulación de la cuerda heterótica.
Freund contribuyó también a estudiar la fenomenología de los hadrones, en concreto los procesos de dispersión de estos, conocidos como relaciones de amistad.

## Faceta de escritor
Más allá de su trabajo en física teórica, Freund es el autor de, por ejemplo, A Passion for Discovery, World Scientific, Singapur, Nueva York, Londres 2007.
Con los años, además de artículos científicos, Freud ha escrito cuentos cortos, publicados en la revista on line Exquisite Corpse.
Además de los cuentos ha escrito dos novelas cortas (The Fine Underwear of Consciousness y Upside Down) y una novela (Belonging)
Las historias cortas de Freund se han visto recientemente recopiladas en el libro West of West End

## Algunas publicaciones
- Freund, P.G.O. (1968). «Finite Energy Sum Rules and Bootstraps». Phys.Rev.Lett. 20 (5): 235-237. doi:10.1103/PhysRevLett.20.235. Consultado el 20 de agosto de 2008.
- Freund, P.G.O. (1965). «Relation Between pi-p, p-p, and anti-p-p Scattering at High Energies». Phys.Rev.Lett. 15 (24): 929-930. Consultado el 20 de agosto de 2008.
- Freund, P.G.O.; Arafune J., Goebel C. J. (1975). «Topology of Higgs Fields». J.Math.Phys. 16 (2): 433. doi:10.1063/1.522518. Consultado el 20 de agosto de 2008.  (enlace roto disponible en Internet Archive; véase el historial, la primera versión y la última).
- Freund, P.G.O.; Cho Y.M. (1975). «Nonabelian Gauge Fields as Nambu-Goldstone Fields». Phys.Rev.D 12 (6): 1711. doi:10.1103/PhysRevD.12.1711. Consultado el 20 de agosto de 2008.
- Freund, P.G.O.; Kaplansky I. (1976). «Simple Supersymmetries». J.Math.Phys. 17 (2): 228. doi:10.1063/1.522885. Consultado el 20 de agosto de 2008.  (enlace roto disponible en Internet Archive; véase el historial, la primera versión y la última).
- Freund, P.G.O.; Rubin M.A. (1980). «Dynamics of Dimensional Reduction». Phys. Lett. B 97 (2): 233. doi:10.1016/0370-2693(80)90590-0. Consultado el 20 de agosto de 2008.
- Freund, P.G.O. (1982). «Kaluza-Klein Cosmologies». Nucl.Phys.B 209 (1): 146. doi:10.1016/0550-3213(82)90106-7. Consultado el 20 de agosto de 2008.
- Freund, P.G.O. (1985). «Superstrings from Twenty-six-Dimensions?». Phys.Lett.B 151 (5-6): 387-390. doi:10.1016/0370-2693(85)91660-0. Consultado el 20 de agosto de 2008.
- Freund, P.G.O.; Brekke L., Olson M., and Witten E. (1988). «Nonarchimedean String Dynamics». Nucl.Phys.B 302 (3): 365-402. doi:10.1016/0550-3213(88)90207-6. Consultado el 20 de agosto de 2008.